# 马山市
35°11′N 128°33′E / 35.183°N 128.550°E
馬山市（韓語：마산시），曾經是大韓民國慶尚南道南部的一個城市，約在釜山以西35公里。2010年7月1日被合併到昌原市，原轄區被分拆為馬山會原區和馬山合浦區兩個區。
古名合浦，元世祖忽必列曾在此設置征東行省，是集結大軍侵略日本出發之地。
具有港口與自由貿易區，是韓國東南方的重要化學、重工業基地。
與鄰近的前鎮海市（現為昌原市的镇海区）、昌原市共同構成一生活圈，並稱「山海原」。

## 大學
马山有两所知名大学
马山大学和庆南大学，庆南大学是庆南地区最好的私立大学。

## 食物
1. ↑  昌原市政廳. . 昌原市政廳.   [2024-07-25]. （原始内容存档于2018-02-13）.